# Et in Arcadia ego
Et in Arcadia ego és una pintura del francès Nicolas Poussin. L'obra és de gènere mitològic, al·legòric i pastoral i representa a tres pastors idealitzats i una dama disposats davant d'una tomba austera. Ha resultat molt influent en la història de l'art i recentment s'ha associat amb la pseudohistòria del Priorat de Sió en els llibres Sang santa, Sant greal i El Codi Da Vinci.

## El terme
El memento mori "Et in Arcadia ego" es tradueix literalment per i jo a l'Arcàdia, l'hem d'interpretar com jo, la mort, regno fins i tot a l'Arcàdia. Tot i això, el biògraf de Poussin, André Félibien, interpreta que vol dir que jo he viscut a l'Arcadia; és a dir, que la persona enterrada també havia aprofitat els plaers de la vida damunt la terra. La primera interpretació és considerada com la més probable. De qualsevol de les maneres, el sentiment pretenia establir un contrast irònic al representar l'ombra de la mort damunt el quotidià entreteniment i alegria que se suposa que gaudien les nimfes i altres habitants de l'Arcadia. Tradicionalment, es considera un símbol de la caducitat de la vida, fins i tot en els seus moments més idíl·lics.

## La pintura
Et in Arcadia ego és també coneguda com Les Bergers d'Arcadie (Els pastors de l'Arcàdia).
Poussin situa uns pastors amb els seus atributs, corones i bastons, en un paisatge plàcid i lluminós. Han perdut tot gest de torbació davant la mort, el crani que hi havia en una versió anterior ha desaparegut, la seva actitud de llegir i desxifrar ens indica que són uns pastors cultivats.

## Literatura
Johann Wolfgang Von Goethe comença el seu Viatge a Itàlia amb aquest tòpic. Evelyn Waugh ho fa de la mateixa manera en el seu Retorn a Brideshead.